# スパイダーマン&アメイジング・フレンズ
『スパイダーマン＆アメイジング・フレンズ』（Spider-Man and His Amazing Friends）は、1981年から1983年にかけてアメリカで製作されたテレビアニメシリーズ。
日本では1991年に一部のエピソードが日本語吹き替えとして『スパイダーマン』のタイトルで創映新社（発売元）、徳間コミュニケーションズ（販売元）からビデオが発売された後、2005年12月5日から2006年1月12日までトゥーン・ディズニーのJETIXで全エピソードが放送された。

## 概要
スパイダーマンが、彼の頼もしい仲間であるアイスマン、ファイアスターと共に、巷に現れる敵を倒して平和を守る。
敵・味方を問わず、数多くのゲストキャラクター（スーパーヒーロー、スーパーヴィラン）が登場するのが特徴。特にX-メン関係者が多い（スパイダー・フレンズのうち、2名が元X-メン）。
同じ1981年版が存在するが、物語に直接関係がない（ただし、一部の映像（オープニングでスパイダーマンが画面に向かって飛ぶシーンや、クモの巣を重ねると光るシーンは同一である）。一部のエピソードは東映動画と大元動画がアニメーション制作を担当している。
1984年の映画『地獄のヒーロー（Missing in Action）』では、本作の第16話が使われている。原語版ではアイスマンのセリフ「また会えてうれしいぜ！」もあるが、この映画の吹き替え版ではスパイダーマンのセリフ「望むところだ！」になっている。

## ストーリー
ピーター・パーカー、ボビー・ドレイク、アンジェリカ・ジョーンズの3人は、エンパイア・ステート大学に通う大学生。ピーターの叔母・メイ・パーカーの家で、アンジェリカが飼っている犬のミズ・ライオンと一緒に暮らしている。ところがある日、トニー・スターク（アイアンマン）が発明したパワーブースターをビートルに盗まれる。お互いのチームワークでパワーブースターを取り返し、3人は悪いやつらから街を救うためにスパイダーフレンズとして活躍することを決める。

## 登場人物
担当声優は、ビデオ版、トゥーンディズニー版の順。

### スパイダー・フレンズ
スパイダーマン
声 - 山口健（ビデオ版）、森川智之（トゥーン・ディズニー版）、英 - ダン・ギルヴェザン
本名、ピーター・パーカー。
スパイダー・フレンズの秘密基地は、アイアンマンからのプレゼント（お礼）である（「スパイダーフレンズ誕生」にて描写された）。
アイスマン
声 - 飛田展男（ビデオ版）、高木渉（トゥーン・ディズニー版）、英 - フランク・ウェルカー
本名、ボビー・ドレイク。ミュータントであり、元X-メンのメンバー。
異父兄妹のオーロラがいる。彼女もミュータントであり、ライトウェーブと名乗る。
ファイアスター
声 - 安藤ありさ（ビデオ版）、宮島依里（トゥーン・ディズニー版）、英 - キャシー・ガーヴァー
本名、アンジェリカ・ジョーンズ。元X-メンメンバー。
オリジナルキャラクター。コミックにも逆輸入されて登場した。
ミズ・ライオン
声 - ならはしみき（ビデオ版）、原語流用（トゥーン・ディズニー版）、英 - フランク・ウェルカー
アンジェリカが飼っている子犬。

### レギュラー・セミレギュラー
メイ・パーカー
声 - 鈴木れい子（ビデオ版）、定岡小百合（トゥーン・ディズニー版）、英 - ジューン・フォーレイ
ピーターの伯母。三人がスパイダー・フレンズであるという事実は知らない。
定岡小百合は、1990年代版『スパイダーマン』でも同じ役を担当した。
ベン・パーカー
声 - 不明（ビデオ版）、麦人（トゥーン・ディズニー版）、英 - ジョン・スティーヴンソン
ピーターの伯父。ピーターが尊敬する科学者。現在は故人。
麦人は、1990年代版『スパイダーマン』でも同じ役を担当した。
フラッシュ・トンプソン
声 - 不明（ビデオ版）、白熊寛嗣（トゥーン・ディズニー版）、英 - フランク・ウェルカー
脳味噌まで筋肉で出来たようなお調子者で、プレイボーイ。
高校時代はピーターの同級生で彼を苛めていたが、現在ではスパイダー・フレンズの特殊能力で苛められることが多い。
白熊寛嗣は、1990年代版『スパイダーマン』でも同じ役を担当した。
J・ジョナ・ジェイムソン
声 - 西村知道（ビデオ版）、廣田行生（トゥーン・ディズニー版）、英 - ウィリアム・ウッドソン
ピーターの上司でデイリー・ビューグル社の社長。
スパイダーマンを毛嫌いしており、彼が社会の脅威であると信じている。
廣田行生は、1990年代版『スパイダーマン』、『スパイダーマン・アンリミテッド』でも同じ役を担当した。
ウェルズ教授
声 - 不明（ビデオ版）、千々和竜策（トゥーン・ディズニー版）、英 - マイケル・エヴァンズ
オリジナルキャラクター。ピーター達三人が通う大学、ESUの教授。
モナ・オズボーン
声 - 不明（トゥーン・ディズニー版）/英 - サリー・ジュリアン
オリジナルキャラクター。スパイダーマンの宿敵・グリーンゴブリン（ノーマン・オズボーン）の姪。
自分の伯父がグリーン・ゴブリンであることは知らない。ピーターに好意を抱いていたが、結局はフラッシュと付き合い始める。
ハイワサ・スミス
声 - 不明（トゥーン・ディズニー版）/英 - マイケル・アンサラ
「世界征服計画を食い止めろ!」に登場。
フランシス・バイト
声 - 小森創介（トゥーン・ディズニー版）/英 - フランク・ウェルカー
「新ヒーロー誕生!?」に登場。ゲームに夢中なオタクで、ビデオマンに変身した。

### 主なゲストキャラクター

#### ヒーロー
サンファイア
声 - 二又一成（ビデオ版）、不明（トゥーン・ディズニー版）、英 - ジェリー・デクスター
登場エピソード：「東洋の炎 サンファイアー」
キャプテン・アメリカ
声 - 高木渉（ビデオ版）、不明（トゥーン・ディズニー版）、英 - ジョージ・ディセンゾ
登場エピソード：「7人のスーパーヒーロー」、「キングピンとファウスタス」
ドクター・ストレンジ
声 - 不明（ビデオ版）、中田雅之（トゥーン・ディズニー版）、英 - ジョージ・ディセンゾ
ビデオ版では不思議博士。
中田雅之は、1990年代版『スパイダーマン』でも同じ役を担当した。
登場エピソード：「7人のスーパーヒーロー」
ビデオマン
登場エピソード：「電気の支配者 エレクトロ」、「逆襲!ビデオマン」、「新ヒーロー誕生!?」
超人ハルク/ブルース・バーナー博士
声 - 不明（ビデオ版）、乃村健次（トゥーン・ディズニー版）、英 - ピーター・カレン
登場エピソード：「スパイダーマン ハリウッドに行く」
マイティ・ソー
声 - 檜山修之（ビデオ版）、不明（トゥーン・ディズニー版）
登場エピソード：「ロキの陰謀」
X-メン
ビデオ版ではXマン。
登場エピソード：「逆襲!ビデオマン」、「ファイアスターの過去」、「新ヒーロー誕生!?」、「忘れられなかった恋」
プロフェッサーX
声 - 沢木郁也（ビデオ版）、佐々木省三（トゥーン・ディズニー版）、英 - スタン・ジョーンズ
ビデオ版ではX教授。
佐々木省三は、トゥーン・ディズニー版アニメ『X-メン』、1990年代版『スパイダーマン』でも同じ役を担当した。
ウルヴァリン
声 - 檜山修之（ビデオ版）、丸山壮史（トゥーン・ディズニー版）、英 - ニール・ロス
丸山壮史は、トゥーン・ディズニー版アニメ『X-メン』でも同じ役を担当した。
ストーム
声 - 不明（ビデオ版）、倉田葉子（トゥーン・ディズニー版）、英 - アン・ロックハート
倉田葉子は、トゥーン・ディズニー版アニメ『X-メン』でも同じ役を担当した。
サイクロップス
声 - 森川智之（ビデオ版）、長嶝高士（トゥーン・ディズニー版）、英 - ニール・ロス→ジョージ・ディセンゾ
長嶝高士は、トゥーン・ディズニー版アニメ『X-メン』でも同じ役を担当した。
コロッサス
声 - 不明（トゥーン・ディズニー版）、英 - ジョン・スティーヴンソン
エンジェル
声 - 西村知道（ビデオ版）、不明（トゥーン・ディズニー版）、英 - フランク・ウェルカー
スプライト
声 - 小林遥子（トゥーン・ディズニー版）、英 - サリー・ジュリアン
ナイトクローラー
声 - 不明（トゥーン・ディズニー版）、英 - スタンリー・ジョーンズ
サンダーバード
声 - 不明（トゥーン・ディズニー版）、英 - ジョン・スティーブンソン
マット・マードック
声 - 不明（ビデオ版）、石丸純（トゥーン・ディズニー版）、英 - フランク・ウェルカー
濡れ衣を着せられたスパイダーマンの弁護士として登場。
登場エピソード：「偽スパイダーマンを追え」
石丸純は、1990年代版『スパイダーマン』でも同じ役を担当した。
アイアンマン
声 - 不明（ビデオ版）、加藤亮夫（トゥーン・ディズニー版）、英 - ウィリアム・H・マーシャル
登場エピソード：「スパイダーフレンズ誕生」
ビデオ版ではアイロンマン。
加藤亮夫は、1990年代版『スパイダーマン』でも同じ役を担当した。
S.H.I.E.L.D.
登場エピソード：「ガードスターを守れ」

#### ヴィラン
グリーンゴブリン
声 -  森田順平（トゥーン・ディズニー版）、英 - デニス・マークス、ニール・ロス（ノーマン）
本名ノーマン・オズボーン。町中の人をゴブリンに変えようと目論む。
登場エピソード：「復活!グリーン・ゴブリン」
森田順平は、1990年代版『スパイダーマン』でも同じ役を担当した。
クレイヴン・ザ・ハンター
声 - 手塚秀彰（トゥーン・ディズニー版）、英 - ロバート・リグリー
登場エピソード：「クレイブンの野望」
手塚秀彰は、1990年代版『スパイダーマン』でも同じ役を担当した。
ドクター・ドゥーム
声 - 江川大輔（トゥーン・ディズニー版）、英 - シェパード・メンケン
登場エピソード：「フランプと魔法のメダル」
カメレオン
声 - 不明（ビデオ版）、江川大輔（トゥーン・ディズニー版）、英 - ハンス・コンリード
登場エピソード：「7人のスーパーヒーロー」
エレクトロ
声 - 不明（トゥーン・ディズニー版）、英 - アラン・メルヴィン
登場エピソード：「電気の支配者 エレクトロ」
マグニートー
声 - 浦山迅（トゥーン・ディズニー版）、英 - マイケル・ライ
登場エピソード：「超磁力 マグニートー」
浦山迅は、トゥーン・ディズニー版アニメ『X-メン』でも同じ役を担当した。
ミステリオ
声 - 不明（ビデオ版）、高瀬右光（トゥーン・ディズニー版）、英 - ピーター・カレン
登場エピソード：「スパイダーマン ハリウッドに行く」
高瀬右光は、1990年代版『スパイダーマン』でも同じ役を担当した。
ロキ
声 - 不明（トゥーン・ディズニー版）、英 - ジョン・スティーヴンソン
登場エピソード：「ロキの陰謀」
キングピン
声 - 不明（ビデオ版）、麦人（トゥーン・ディズニー版）、英 - ウォーカー・エドミッソン
登場エピソード：「キングピンとファウスタス」
麦人は、1990年代版『スパイダーマン』でも同じ役を担当した。
レッドスカル
声 - 麦人（トゥーン・ディズニー版）、英 - ピーター・カレン
登場エピソード：「世界征服計画を食い止めろ!」
麦人は、1990年代版『スパイダーマン』でも同じ役を担当した。
ショッカー
声 - 楠大典（トゥーン・ディズニー版）、英 - ジョン・スティーヴンソン
登場エピソード：「スパイダーマン引退!?」
楠大典は、1990年代版『スパイダーマン』でも同じ役を担当した。
ジャガーノート
声 - 不明（ビデオ版）、長嶝高士（トゥーン・ディズニー版）、英 - ウィリアム・H・マーシャル
登場エピソード：「ファイアスターの過去」
長嶝高士は、トゥーン・ディズニー版アニメ『X-メン』でも同じ役を担当した。
サンドマン
声 - 不明（トゥーン・ディズニー版）、英 - クリス・ラッタ
登場エピソード：「スパイダーマンの秘密を守れ」
スコーピオン
声 - 後藤哲夫（トゥーン・ディズニー版）
登場エピソード：「偽スパイダーマンを追え」
後藤哲夫は、1990年代版『スパイダーマン』でも同じ役を担当した。
ビートル
声 - 不明（ビデオ版）、斎藤志郎（トゥーン・ディズニー版）、英 - クリス・ラッタ
登場エピソード：「スパイダーフレンズ誕生」
ドクター・オクトパス
声 - 島香裕（トゥーン・ディズニー版）、英 - マイケル・ベル
登場エピソード：「未来から来た少女」
島香裕は、1990年代版『スパイダーマン』でも同じ役を担当した。
ライトウェーブ
声 - 不明（トゥーン・ディズニー版）、英 - アン・ロックハート
ボビー・ドレイクの義妹
バズ・メイソン
声 - 不明（トゥーン・ディズニー版）、英 - ダン・ギルヴェザン
SHIELDのエージェント、ガードスターを奪うためにライトウェーブを利用した。
ドラキュラ伯爵
声 - 不明（トゥーン・ディズニー版）、英 - スタンリー・ジョーンズ
「ドラキュラの花嫁」に登場。

### その他
ダーコン
声 - ヤスヒロ（トゥーンディズニー版）、英 - ???
モルドレッド
声 - 不明（トゥーン・ディズニー版）、英 - ジョン・スティーブンソン
「魔術師と騎士」というエピソードに登場。
フランプ
声 - 浦山迅（トゥーン・ディズニー版）、英 - アラン・ヤング
ゲンジおじさん
声 - 西村知道（ビデオ版）、不明（トゥーン・ディズニー版）、英 - ケイ・ルーク
サンファイアのおじ。
サム・ブロックバスター
声 - 不明（ビデオ版）、楠見尚己（トゥーン・ディズニー版）、英 - アラン・ダインハート
超人ハルク出演のハリウッド映画を務めている監督
ボリス・カレラ
声 - 不明（ビデオ版）、不明（トゥーン・ディズニー版）、英 - アラン・ダインハート
「フランプと魔法のメダル」に登場。前作にも登場しているが、声優は異なる。
ボニー
声 - 不明（ビデオ版）、タカハシサヲリ（トゥーン・ディズニー版）、英 - マリリン・シュレフラー
アンジェリカが大嫌いで、幼い時からいじめている。彼女の行きすぎた行動からチアガールのメンバーの子（トゥーンディズニー版 - 許綾香）に「止めなさいよ」と言われたが、「誰に向かって言ってるの？チアリーダーをクビになってもいいわけ？」と言い返した。
モニカ
声 - 不明（ビデオ版）、不明（トゥーン・ディズニー版）、英 - スーザン・ブルー
ゾルタン・アマデウスの助手。
シャナ
声 - 不明（ビデオ版）、不明（トゥーン・ディズニー版）、英 - ジャネット・ウォルド
「7人のスーパーヒーロー」に登場。
バートウ
声 - 不明（トゥーン・ディズニー版）、英 - ボブ・バーゲン
2593年の未来からやってきた少年。
アリエル
声 - 不明（トゥーン・ディズニー版）、英 - キャシー・カヴァディーニ
2593年の未来からやってきた少女。
ゼローナ
声 - 不明（トゥーン・ディズニー版）、英 - ジャネット・ウォルド
「ロキの陰謀」に登場。
ナレーター
声 - 西村知道（ビデオ版）、花輪英司（トゥーン・ディズニー版）、英 - ディック・タフェルド（シーズン1）→スタン・リー（シーズン2以降、シーズン1再放送版）
- その他（トゥーン・ディズニー版） - 横山真莉（#1）[19]、三浦潤也（#18）[20] ほか

## 放映リスト
日本放送順はトゥーン・ディズニー放送時。
| 話数 | 話数 | 邦題 （ビデオ版）          | 邦題 （TOON版）                 | 原題                                | 脚本                                        | 放送日         | 放送日         |
| --- | ---- | -------------------------- | ------------------------------- | ----------------------------------- | ------------------------------------------- | -------------- | -------------- |
| 1 | 1    | なし                       | 復活!グリーン・ゴブリン         | Triumph of the Green Goblin         | デニス・マークス                            | 1981年 9月12日 | 2005年 12月5日 |
| 飛行機が墜落し、ノーマン・オズボーンはグリーン・ゴブリンに大変身。グリーン・ゴブリンは、ニューヨークの街全体をゴブリンに変えてしまおうと企んでいる。 |      |                            |                                 |                                     |                                             |                |                |
| 2 | 2    | なし                       | クレイブンの野望                | The Crime of All Centuries          | ドナルド・F・グラット                       | 9月19日        | 12月6日        |
| クレイヴン・ザ・ハンターは、サベージランドから手に入れた恐竜から恐竜の軍隊を操ってニューヨークを手に入れる計画を立てる。恐竜のタマゴが孵るまでクレイヴンは、ファイアスターを捕まえる。 |      |                            |                                 |                                     |                                             |                |                |
| 3 | 3    | なし                       | フランプと魔法のメダル          | The Fantastic Mr. Frump!            | クリスティ・マルクス                        | 9月26日        | 12月7日        |
| メイおばさんの友達のフランプさんは、ドクター・ドゥームの不思議な力によってスーパーヒーローに大変身する。 |      |                            |                                 |                                     |                                             |                |                |
| 4 | 4    | サムライ戦士サンファイアー | 東洋の炎 サンファイアー         | Sunfire                             | クリスティ・マルクス                        | 10月3日        | 12月8日        |
| ファイヤーモンスターを使って街を破壊させようとするゲンジュおじさん。ファイアスターは、彼女の同じ炎のパワーを持ったサンファイアーに恋をする。 |      |                            |                                 |                                     |                                             |                |                |
| 5 | 5    | なし                       | 隕石のおくりもの                | Swarm                               | デニス・マークス                            | 10月10日       | 12月12日       |
| 照射された謎の流れ星が蝶の群れをスワームに変わり、アイスマン、ファイアスター、それから街の周りを蝶に変えてしまう。しかし、スパイダーマンだけは影響を受けなかった。スワームが世界を支配するのをどうにか止める方法を、スパイダーマンは見つけるのだった。 |      |                            |                                 |                                     |                                             |                |                |
| 6 | 6    | 7人のスーパーヒーロー      | 7人のスーパーヒーロー           | 7 Little Superheroes                | ダグ・ブース                                | 10月17日       | 12月13日       |
| カメレオンは、スーパーフレンズと7人のヒーローをウルフ島の城に招き、1人ずつ倒して壊す計画を立てる。 |      |                            |                                 |                                     |                                             |                |                |
| 7 | 7    | なし                       | 電気の支配者 エレクトロ         | Video-Man                           | クリスティ・マルクス                        | 10月24日       | 12月14日       |
| エレクトロは、アーケードゲーム機からビデオマンという悪者を作って街の皆を閉じ込めようと企む。 |      |                            |                                 |                                     |                                             |                |                |
| 8 | 8    | なし                       | 超磁力 マグニートー             | The Prison Plot                     | フランシス・フェイガン ジャック・ハンラハン | 10月31日       | 12月15日       |
| マグニートーは、刑務所から来た男を人質に取って仲間のミュータントの解放を要求する。 登場するヴィラン：マグニートー、ブロブ、トード、マスター・マインド |      |                            |                                 |                                     |                                             |                |                |
| 9 | 9    | 超人ハルク対スパイダーマン | スパイダーマン ハリウッドに行く | Spidey Goes Hollywood               | クリスティ・マルクス                        | 11月7日        | 12月19日       |
| 怪人ミステリオは、スパイダーマンを騙して映画監督のサム・ブロックバスターに、彼らの映画に出演させるよう強引に頼む。映画の撮影中にブルース・バナーこと超人ハルクが出てきて、ミステリオがハルク型のロボットを使おうとしたとき、ハルクに変身してしまう。 注：このエピソードに登場する超人ハルクは、1982年に放送された同名の作品のデザインとなっている。このゲスト回の元となっているTVシリーズは、トゥーンディズニーでは放送されなかった。 |      |                            |                                 |                                     |                                             |                |                |
| 10 | 10   | なし                       | ロキの陰謀                      | The Vengeance of Loki!              | ドナルド・F・グラット                       | 11月14日       | 12月20日       |
| ロキはマイティ・ソーに変身して、ニューヨークの街を襲撃する。アスガルドに飛ばされたアイスマンは、スルトゥアからゼローナに救われた。アイスマンは、ゼローナと協力してユミルの悪事を止める。 |      |                            |                                 |                                     |                                             |                |                |
| 11 | 11   | 伝説の騎士ブラックナイト   | 魔術師と騎士                    | Knights and Demons                  | ドナルド・F・グラット                       | 11月21日       | 12月21日       |
| スパイダーマンは、ブラックナイトと協力してモルドレッドと戦いに挑む。 |      |                            |                                 |                                     |                                             |                |                |
| 12 | 12   | なし                       | キングピンとファウスタス        | Pawns of the Kingpin                | ドナルド・F・グラット                       | 11月28日       | 12月22日       |
| キングピンとファウスタス博士は、キャプテン・アメリカに洗脳装置を使って犯罪をさせ、それからキャプテン・アメリカは、アイスマンを説得して指示に従うようにする。 |      |                            |                                 |                                     |                                             |                |                |
| 13 | 13   | なし                       | 世界征服計画を食い止めろ!       | The Quest of the Red Skull          | デニス・マークス                            | 12月5日        | 12月26日       |
| レッドスカルは、第三次世界大戦を始める前に、彼の陰謀の邪魔をするハイワサ・スミスとスパイダーフレンズを誘拐する。 |      |                            |                                 |                                     |                                             |                |                |
| 14 | 14   | アイスマン誕生             | 逆襲!ビデオマン                 | The Origin of the Iceman            | ドナルド・F・グラット                       | 1982年 9月18日 | 12月27日       |
| ビデオマンが復活し、自分のミュータントパワーが弱まっていることを恐れるアイスマンは、自分がどうして生まれてきたかを語る。彼はその中で、エグゼヴィア教授とX-MENのエンジェル、ビースト、マーベル・ガール、サイクロプスとの出会いを振り返る。 |      |                            |                                 |                                     |                                             |                |                |
| 15 | 16   | Xメン危機一髪!             | ファイアスターの過去            | A Fire-Star Is Born                 | ドナルド・F・グラット                       | 9月25日        | 12月29日       |
| アイスマンとファイアスターは、X-MENの同窓会に出席。彼女はどうしてファイアスターになったのか、その過去を振り返るのだった。 ヴィラン：マグニートー。センチネル、ジャガーノート |      |                            |                                 |                                     |                                             |                |                |
| 16 | 15   | スパイダーマンの秘密       | スパイダーマン引退!?            | Along Came Spidey                   | クリスティ・マルクス                        | 10月2日        | 12月28日       |
| メイおばさんに傷を負わせたショッカー。どうしてピーターがスパイダーマンになったか、ボビーとアンジェリカに誕生の秘密を語る。 |      |                            |                                 |                                     |                                             |                |                |
| 17 | 17   | なし                       | スパイダーマンの秘密を守れ      | Spider-Man Unmasked!                | マイケル・リーヴス                          | 1983年 9月17日 | 2006年 1月2日  |
| サンドマンにスパイダーマンの正体を知られてしまったピーター・パーカー。ボビーとアンジェリカは、どうにかしてスパイディの正体を再び隠そうと考える。 |      |                            |                                 |                                     |                                             |                |                |
| 18 | 18   | なし                       | ドラキュラの花嫁                | The Bride of Dracula!               | ジャック・メンデルゾーン                    | 9月24日        | 1月3日         |
| 女性を花嫁にする計画を企てようと企むドラキュラは、ファイアスターを催眠術をかけて誘拐する。ファイアスターを救うために幽霊城へ向かったスパイダーマンとアイスマンは、オオカミ男とフランケンと戦いに挑むのだった。 |      |                            |                                 |                                     |                                             |                |                |
| 19 | 19   | なし                       | 新ヒーロー誕生!?                | The Education of a Superhero        | デニス・マークス                            | 10月1日        | 1月4日         |
| ゲームが大好きなフランシスは、スーパーヒーローになりたいと心から願っていた。すると彼の身体からビデオマンに変身するパワーを手に入れ、みんなをゲームの中に閉じ込め、世界の支配者を目指そうとする。 |      |                            |                                 |                                     |                                             |                |                |
| 20 | 20   | クモ男対クモ男             | 偽スパイダーマンを追え          | Attack of the Arachnoid             | マイケル・リーヴス                          | 10月8日        | 1月5日         |
| スコーピオンの動きを止めたスパイダーフレンズ。化学専門の科学者ゾルタン・アマデウスは、スパイダー血清を使ってスパイダーマンと同じパワーを再現する。そのパワーの再現に成功したゾルタンは、スパイダーマンの仕業だと思わせるために犯罪を何度も挑む。犯罪を一切していない本物のスパイディが警備員にマスクを剥ぎ取らそうになるところをマット・マードック（デアデビル）が止める。スパイダーマンがライカーズ島に到着すると、スコーピオンは彼を誘拐するために脱獄をするが負けてしまう。ゾルタンが普通の人間からクモに変身した後、アイスマンとファイアスターは、スコーピオンを倒すまでスパイダーマンの名誉を回復させるためにゾルタンを元に戻すための解毒薬を掛ける。 |      |                            |                                 |                                     |                                             |                |                |
| 21 | 21   | スパイダーフレンズ誕生     | スパイダーフレンズ誕生          | The Origin of the Spider-Friends    | ドナルド・F・グラット                       | 10月15日       | 1月9日         |
| トニー・スタークが開発した新しいコンピューターを奪うビートル。原作者スタン・リーは、スパイダーマン、アイスマン、ファイアスターが、どうやってスパイダーフレンズを結成したのかを説明する。 注：ジェイムソン編集長がゲストに登場。 |      |                            |                                 |                                     |                                             |                |                |
| 22 | 22   | なし                       | 未来から来た少女                | Spidey Meets the Girl from Tomorrow | デニス・マークス                            | 10月22日       | 1月10日        |
| 宇宙船で未来の世界から地球へ不時着したアリエルとバート。その少女と出会ったスパイディは、なんと恋に落ちてしまった。彼女たちの宇宙船を奪うドクター・オクトパスだが、アイスマンとファイアスターに倒される。アリエルと弟のバートウが病気であると知ったとき、病院にて免疫システムが足りないことが判明する。スパイダーマンは、姉弟が未来に帰りたいのを助けるが、2人のお父さんは古い地球から発生した細菌を持っているため、スパイダーマンを元の世界に帰してあげた。 |      |                            |                                 |                                     |                                             |                |                |
| 23 | 23   | なし                       | 忘れられなかった恋              | The X-Men Adventure                 | マイケル・リーヴス                          | 10月29日       | 1月11日        |
| スパイダーフレンズは、7人のX-MEN（サイクロップス、コロッサス、ストーム、ナイトクローラー、サンダーバード、スプライト、プロフェッサーX）とチームを組んでサイバリアッドと戦う。ナーサン・プライスは、ファイアスターが過去に付き合ったボーイフレッドだった。AIMのエージェントがナーサンの研究所を襲撃したときに巻き込まれ、サイボーグ化してしまう。 |      |                            |                                 |                                     |                                             |                |                |
| 24 | 24   | なし                       | ガードスターを守れ              | Mission: Save the GuardStar         | デニス・マークス                            | 11月5日        | 1月12日        |
| SHIELDのバズ・メイソンは、光を自由に操るミュータント ライトウェーブを倒すためにスパイダーマンを雇う。ライトウェーブの詳細を知るアイスマンは、仲間にオーロラが彼の妹であることを明かす（第14話では言及されていない）。オーロラが敵に洗脳されていることに気づいた彼らは、ガードスター衛星を奪うオーロラの行動を止める。 |      |                            |                                 |                                     |                                             |                |                |

## 放送局
※森川智之版のみ掲載。
| 放送局               | 放送期間                      | 放送時間                        | 放送話数 | 備考                          |
| -------------------- | ----------------------------- | ------------------------------- | -------- | ----------------------------- |
| トゥーン・ディズニー | 2005年12月5日 - 2006年1月12日 | 月曜 - 木曜 17時30分 - 18時00分 | 全24話   | ジェティックス枠 リピートあり |

## スタッフ
一部、エンディングから表記。前作から続投しているが、一部の絵はその作品から流用されている。
- 原作 - スタン・リー、スティーブ・ディッコ
- アニメーション・ディレクター - ジェリー・チニキー、スティーブ・クラーク、ジョン・ジブス、シド・マークス、ボブ・リチャードソン、ネルソン・シン、アーサー・ヴィテッロ
- キャスティング監修 - アラン・ダインハート
- 仕上げ担当 - ブルース・ベネット、エレン・ハルトグレン、ノーム・カブラル、ボイド・キークランド、ダン・フォーセット、デブラ・ピューグ、ネイル・ガロウェイ、デーブ・シャープ、グレッグ・ガルシア、ロイ・スミス、ゲイリー・グラハム、トム・ソーレン、リック・グラハム、グラント・ウィルソン、ハール・ヘップワース、ロイ・ウィルソン、スチュアート・ヘイムダル、ボブ・フォスター
- 絵コンテ - ジャン・グリーン・リック・ホバーグ、カレン・ホーテイリング、ラリー・ホーストン、シャーマン・ラヴィー、ウィル・ムニョット、ディック・シーバスト、ボブ・シャーファー、ドン・シェパード、ハンク・タッカー、ウォーレン・タフス
- 音楽作曲・指揮担当 - ジョン・ダグラス
- 監修 - ロバート・T・ギルズ
- 音楽編集 - ジョー・シラクサ
- 効果編集 - ジム・ブロジェット、リチャード・ギャノン
- 制作管理 - ハーシー・コンドン
- 監修チェック - アーマンド・ショー
- 共同制作 - ミハーン（製作国不明）、東映アニメーション（ノンクレジット）
- 製作協力 - スタン・リー
- 監理 - ドナルド・L・ジャヴィッチ
- プロデューサー - デニス・マークス
- 製作総指揮 - デヴィッド・H・ディパティエ、リー・ガンサー
- 制作 - マーベル・プロダクション

### 日本語版製作スタッフ
ビデオ版（初上陸年：1991年）
- 音響監督：本田保則
- 翻訳：市川恵理
- 録音制作：アーツプロ
- キャスティング協力：アーツビジョン、松田咲實

トゥーン・ディズニー版（初上陸年：2005年）
- 翻訳：村治佳子[21]
- 演出：久保宗一郎
- 録音制作：東北新社

## ホームメディア

### VHS
1991年4月に創映新社と徳間コミュニケーションズからビデオが全3巻まで発売された。
| 巻 | 収録エピソード                                                           | 日本発売日   | 型番       |
| -- | ------------------------------------------------------------------------ | ------------ | ---------- |
| 1  | スパイダーフレンズ誕生 超人ハルク対スパイダーマン 7人のスーパーヒーロー  | 1991年4月1日 | TKVT-60159 |
| 2  | スパイダーマンの秘密 伝説の戦士ブラックナイト サムライ戦士サンファイアー | 1991年4月1日 | TKVT-60160 |
| 3  | アイスマン誕生 クモ男対クモ男 Xメン危機一髪！                            | 1991年4月1日 | TKVT-60161 |

### 配信
アメリカでは2011年から2015年8月までNetflixで配信されていたが、2019年11月からはDisney+で配信されている。日本では2022年3月9日からはDisney+でトゥーンディズニー版が配信されている。本来なら日本語音声から吹き替え用の字幕が流れるが、2023年現在も導入される様子はない。